# Muna Lee (Schriftstellerin)
Muna Lee (Muna Lee de Muñoz Marín; * 29. Januar 1895 in Raymond/Mississippi; † 3. April 1965 in San Juan/Puerto Rico) war eine US-amerikanische Lyrikerin und Übersetzerin.

## Leben
Lee besuchte in Hugo/Oklahoma von 1910 bis 1911 das Blue Mountain College, studierte dann bis 1912 an der University of Oklahoma und 1913 an der University of Mississippi. 1919 heiratete sie den Journalisten und Politiker Luis Muñoz Marín. 1920 zog sie mit ihrer Familie nach Puerto Rico, wo sie 1926 Direktorin des Büros für internationale Angelegenheit der University of Puerto Rico wurde. Von 1931 bis 1933 war sie Direktorin für nationale Angelegenheiten der National Woman's Party. Ab 1941 arbeitete sie für Abteilung für kulturelle Beziehungen des State Department, von 1951 bis 1965 war sie dort Kulturkoordinatorin des Office of Public Affairs.
Ihre ersten Gedichte veröffentlichte Lee in literarischen Zeitschriften wie Poetry, Smart Set und Contemporary Vers. 1915 erhielt sie den Lyrikpreis des Magazins Poetry. Als passionierte Vertreterin des Panamerikanismus kuratierte und übersetzte sie 1925 für Poetry eine Anthologie lateinamerikanischer Lyrik mit Werken von Jorge Carrera Andrade, Luis Aníbal Sánchez, Gonzalo Escudero Moscoso und anderen. Sie nahm 1928 am 6. Panamerikanischen Kongress in Havanna teil und war Gründungsmitglied der Inter-American Commission of Women.
Unter dem Pseudonym Newton Gayle verfasste Lee mehrere Kriminalromane, darunter Murder at 28:10 (1936). Mit Archibald MacLeish schrieb sie Drehbücher für die Radioserie The American Story (1944), mit Ruth McMurry verfasste sie The Cultural Approach: Another Way in International Relations (1947).  